# Zhao Yunlei
Detta är ett kinesiskt namn; familjenamnet är Zhao.
Zhao Yunlei (kinesiska: 赵 芸蕾), född den 25 augusti 1986 i Yichang i Hubei, är en kinesisk badmintonspelare. Vid badmintonturneringen i dubbel under OS 2012 i London deltog hon för Kina tillsammans med Tian Qing och tog guld. I samma mästerskap tävlade hon också i mixeddubbelturneringen tillsammans med Zhang Nan och tog även där guld. Tillsammans med Zhang Nan tog hon också en bronsmedalj i mixeddubbelturneringen vid olympiska sommarspelen 2016 i Rio de Janeiro.

### Webbkällor
- Denna artikel är helt eller delvis översatt från motsvarande artikel på engelska wikipedia.